# هزاره دوم (پیش از میلاد)
(هزاره ۳ پ‌م - هزاره ۲ پ‌م - هزاره ۱ پ‌م - هزاره‌های دیگر)

## رویدادها
- آغاز عصر آهن در خاور نزدیک باستان.
- انقراض دولت سومریان به دست تمدن ایلام.
- بزرگ شدن بابل در اواخر این دوره (تاریخ ایران)

## فرهنگ‌ها
در هزاره دوم پیش از میلاد؛ ریگ‌ودا که از قدیمی‌ترین اشعار و سرودهای مذهبی هندی به زبان سانسکریت ودایی است، سروده شد.

## سده‌ها
- سده ۲۰ پ. م
- سده ۱۹ پ. م
- سده ۱۸ پ. م
- سده ۱۷ پ. م
- سده ۱۶ پ. م
- سده ۱۵ پ. م
- سده ۱۴ پ. م
- سده ۱۳ پ. م
- سده ۱۲ پ. م
- سده ۱۱ پ. م